# ارس خاردار
ارس خاردار، ابهل (نام علمی: Juniperus oxycedrus) نام یک گونه از سرده ارس است.